# ヤン・ミコワイ・ホトキェヴィチ
ヤン・ミコワイ・ホトキェヴィチ（Jan Mikołaj Chodkiewicz, Ян Николай Ходкевич[ヤン・ニコライ・ホドケヴィチ], 1738年12月14日 - 1781年2月2日）は、リトアニア大公国及びロシア帝国の政治家、軍事指導者。1745年、父の死後にシクロウ及びノヴァヤムィシ（Новая Мыш）の伯爵（hrabia na Szkłowie i Nowej Myszy）の称号を受け継いだ。1757年イエズス会ヴィルノ大学アカデミー（ラテン語: Academia et Universitas Vilnensis Societatis Jesu、現在のヴィリニュス大学）を卒業。 ポーランド国王の副将軍（generała-adiutanta、1764年）、ヴェリュオナ公国の郡長（starosta wieloński）、ジェマイティヤ公国総督（starosta generalny żmudzki、1765年 - 1781年）。ポーランドがロシアを併合した後はロシア軍の中将（генерал-лейтенант）になった（1778年）。
フランス革命・恐怖政治期にパリ滞在中、外国人でありながら粛清に巻き込まれたロザリア・ルボミルスカ（1768年 - 1794年）の父 。1770年代に後のチェルノブイリ立入禁止区域にあたる地域へ古儀式派を招き、定住させたことで知られる。

## 家族
1766年 1月1日、ヘトマン・文筆家のヴァツワフ・ピョトル・ジェヴスキ(1744年—1816年), とアンナ・リュボミルスカ（1714年—1763年）の娘マリア・ルドヴィカ・ジェヴスカ（1744年 - 1816年）を妻とした。
- ヴァツラフ・ホトキェヴィチ (1767年頃— 1784年)。
- ユゼフ・ホトキェヴィチ (幼時に死去)。
- クサヴェリイ・ホトキェヴィチ (幼時に死去)。
- アレクサンドル・フランティシェク・ホトキェヴィチ (1776年—1838年)。
- アンナ・ホトキェヴィチ (幼時に死去)。
- ロザリア・ホトキェヴィチ (1768年—1794年)。
- エルジベタ・ホトキェヴィチ (1769年—1821年)。